# Cima Brenta
La Cima Brenta es la montaña más alta del grupo de Brenta (It.: Dolomiti di Brenta), un subgrupo de los Alpes Réticos en la región italiana de Trentino-Alto Adigio, con una altura declarada de 3.150 metros. La montaña se eleva imponente entre las torres de roca y los pináculos del grupo central del Brenta. Una cresta afilada conecta la montaña en su lado sur con el Spallone die Massodi. La cresta norte desciende abruptamente hacia Bocca del Tuckett. Hacia el noroeste, un delgado corredor desciende desde la cima hacia la Vedretta di Brenta Inferiore, el glaciar "inferior" de la montaña. Hacia el oeste se extienden grandes formaciones rocosas que culminan en la Cima Mandrone y los Punti di Campiglio, y hacia el noroeste, que culminan en la Cima Massari. Por encima de estas formaciones, un glaciar, el Vedretta di Brenta Superiore, el glaciar "superior" desciende por la montaña, quedando cortado por un precipicio vertical sobre el Vedretta di Brenta Inferiore. En el lado oriental, la montaña se eleva con una imponente pared rocosa vertical de 700 metros de altura que presenta en su lado izquierdo un marcado color anaranjado. Por encima de ella se encuentra una cornisa horizontal, la Cengia Garbari, por la que discurre la Via delle Bocchette Alte. La montaña propiamente dicha tiene dos cimas separadas por unos 250 metros, de las cuales la oriental es la que alcanza mayor altitud. Los glaciares, vedrette, han disminuido constantemente en las últimas décadas como consecuencia del cambio climático. El nombre histórico de Cima Brenta no siempre fue tan evidente como hoy. La toponimia de estos parajes fue establecida en gran parte por Nepomuceno Bolognini. La montaña, de alguna manera, se convirtió en un lugar donde se manifestaban los sentimientos nacionalistas. En 1889, las autoridades austrohúngaras decidieron rebautizar la montaña con el nombre de Kaiser Franz Josef-Spitze. El nombre nunca cuajó, ni siquiera en la literatura alemana Cuando se presentó la ocasión de izar una gran bandera imperial amarilla-negra en la cima, totalmente visible tanto desde Val Rendena como desde Molveno, el guía local Giuseppe "Bepaccia" Zeni y algunos compañeros subieron a la montaña para retirarla. En 1912, en cambio, los irredentistas izaron la bandera italiana en la Cima Brenta, deliberadamente justo antes de la primera nevada, de modo que la bandera permaneció visible hasta el verano siguiente. Alrededor de 1953, la compañía eléctrica SISM, predecesora de ENEL, propuso construir un trayecto en teleférico desde Molveno hasta la cima de Cima Brenta. Los planes se abandonaron y en 1967 la montaña quedó protegida como parte del Parco Naturale Adamello-Brenta.